# دره حصار
دره یا وادی حصار دره‌ای در ناحیه‌های تابع جمهوری تاجیکستان است که از شرق به غرب در دامنه‌های جنوبی رشته‌کوه حصار قرار دارد. این دره حدود ۱۰۰ کیلومتر درازا و ۲۰ کیلومتر پهنا در میانه دارد و از ناحیه وحدت در شرق تا ناحیه تورسون‌زاده در غرب در مرز با ازبکستان کشیده شده‌است. دوشنبه، پایتخت کشور، و ناحیه حصار در مرکز این دره هستند. بلندای این دره از ۷۰۰ تا ۱۰۰۰ متر است. رود کافرنهان این دره را در بالادست و میانه راه آبیاری می‌کند. دمای بالا (°۲۹ سانتی‌گراد در تابستان و ۰ تا °۱– سانتی‌گراد در زمستان) و آب فراوان برای آبیاری، دره حصار را به یکی از مناطق اصلی پرورش پنبه در تاجیکستان تبدیل کرده‌است.